# Batalla de Mentana
La Batalla de Mentana se libró cerca de la localidad de Mentana situada al noreste de Roma (entonces en los Estados Pontificios, hoy Lacio) el 3 de noviembre de 1867, entre las tropas franco-papales y los voluntarios italianos liderados por Giuseppe Garibaldi, los cuáles intentaban capturar Roma, que en aquel entonces era la principal ciudad italiana aún no incorporada al recién unificado Reino de Italia. La batalla culminó con la victoria de las tropas franco-papales, que mantuvieron la independencia de los Estados Pontificios hasta 1870.

## Contexto
Cuando el primer Parlamento del Reino de Italia se reunió en Turín, Víctor Manuel II de Saboya fue proclamado rey de Italia el 17 de marzo de 1861, y Roma fue declarada la capital diez días después. Sin embargo, el gobierno italiano no pudo tomar la ciudad porque el emperador Napoleón III mantenía allí una guarnición francesa para proteger al papa Pío IX, creando una situación política inestable que condujo a muchos conflictos, tanto internos como externos. En 1862, Giuseppe Garibaldi organizó una expedición desde Sicilia, bajo el lema Roma o Morte (Roma o Muerte) que intentó tomar Roma. Sin embargo después de cruzar el estrecho de Messina, la expedición fue detenida en Aspromonte (conocido como el incidente de Aspromonte de 1862) por las tropas italianas. Garibaldi fue herido, hecho prisionero, pero posteriormente liberado. La oposición a la expedición fue impuesta al gobierno italiano por Napoleón III, quien amenazó con una intervención militar si no se detenía a Garibaldi.
El 15 de septiembre de 1864, el gobierno italiano y Napoleón III firmaron la Convención de Septiembre. El gobierno italiano acordó proteger los Estados Pontificios contra amenazas externas y trasladar la capital de Italia de Turín a Florencia. La guarnición francesa se retiraría de Roma en un plazo de dos años, durante el cual el ejército papal se reorganizaría y se convertiría en una fuerza sólida. Este impopular acuerdo provocó numerosos disturbios (principalmente en Turín, que se oponía a la pérdida de su estatus) y nuevas exigencias para que el gobierno italiano tomara posesión de su capital, Roma.

## La expedición de Garibaldi
El 12 de agosto de 1866, tras la Tercera Guerra de Independencia de Italia, conquistaron Mantua y el Véneto. Solo faltaban Roma y sus alrededores para completar la unidad territorial del estado. En diciembre de ese mismo año, los últimos batallones franceses embarcaron desde Civitavecchia hacia Francia.
El 9 de septiembre de 1867, en un congreso en Ginebra, Garibaldi declaró que el papado era la negación de Dios... vergüenza y plaga de Italia. En aquel momento, su popularidad estaba en su apogeo, ya que era el único general italiano que había obtenido éxitos significativos durante la última guerra contra Austria, teniendo libertad para organizar un pequeño ejército de unos 10.000 voluntarios. El plan era marchar contra Roma, mientras que en la ciudad estallaría un motín.
Sin embargo, sus acciones manifiestas permitieron a Napoleón III enviar a tiempo una fuerza de socorro a Roma. Además de este apoyo oficial, el ejército papal estaba compuesto en aquel momento principalmente por voluntarios franceses y europeos.

## Invasión de la Lazio

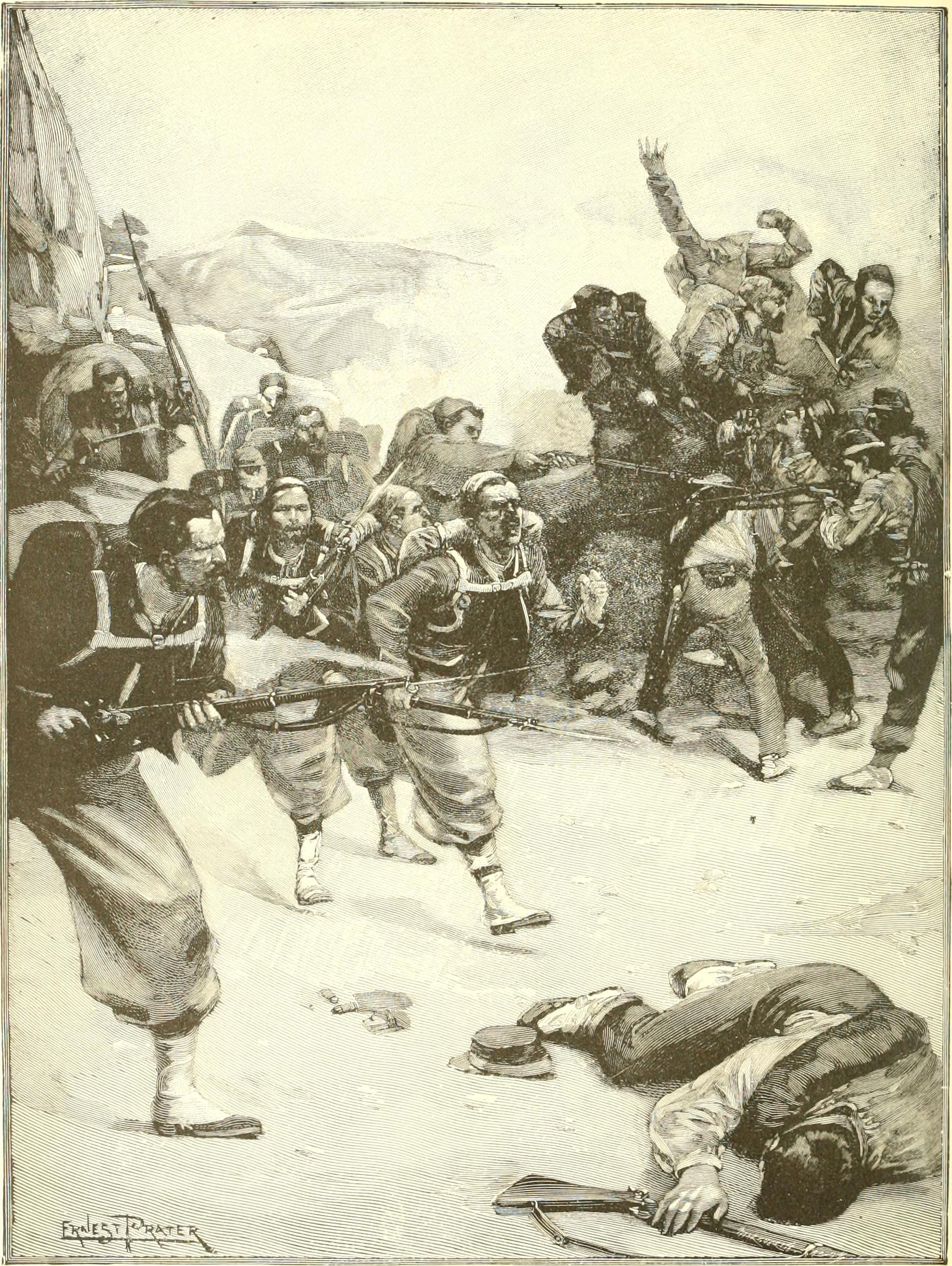
Victoria de los zuavos franceses.

Los voluntarios de Garibaldi invadieron Lacio, la región en que está Roma en octubre de 1867. Un pequeño contingente, liderado por Enrico Cairoli con su hermano Giovanni y 70 compañeros, hizo un audaz intento de tomar la ciudad. El grupo se embarcó en Terni y flotó río abajo por el Tíber, llegando a Roma coincidiendo con un levantamiento dentro de la ciudad. El 22 de octubre de 1867, los revolucionarios dentro de Roma tomaron el control del Monte Capitolino y de la Piazza Colonna. Mientras tanto, Giuseppe Monti y Gaetano Tognetti hicieron explotar una mina bajo el cuartel Serristori en Borgo, que era la sede de los Zuavos Papales, devastando el edificio y matando a 27 personas. Sin embargo, cuando los Cairoli y sus compañeros llegaron a Villa Glori, en las afueras del norte de Roma, el levantamiento ya había sido reprimido. Durante la noche del 22 de octubre de 1867, el grupo fue rodeado por zuavos papales y Giovanni resultó gravemente herido. Enrico resultó mortalmente herido y murió en los brazos de Giovanni.
En la cima de Villa Glori, cerca del lugar donde murió Enrico, hay una sencilla columna blanca dedicada a los hermanos Cairoli y sus 70 compañeros. A unos 100 metros (110 yardas) a la izquierda de la cima de la Escalinata Española, hay un monumento de bronce de Giovanni sosteniendo en sus brazos al moribundo Enrico y una placa con los nombres de sus compañeros. Giovanni nunca se recuperó de sus heridas ni de los trágicos sucesos de 1867. Según un testigo presencial, cuando Giovanni murió el 11 de septiembre de 1869:

En los últimos momentos, tuvo una visión de Garibaldi y pareció saludarlo con entusiasmo. Le oí decir (así lo dice un amigo presente) tres veces: "¡La unión de los franceses con los partidarios políticos del Papa fue un hecho terrible!". Estaba pensando en Mentana. ¡Muchas veces llamó a Enrico para que lo ayudara! Luego dijo: "¡Pero ganaremos sin duda; iremos a Roma!".

El último grupo de rebeldes dentro de Roma, en el rione de Trastevere, fue capturado sangrientamente el 25 de octubre, siendo los rebeldes romanos capturados fueron ejecutados en 1868.
Garibaldi, con unos 8100 hombres, había llegado a las cercanías de Roma, ocupando Tivoli, Acquapendente y Monterotondo]], deteniendo ahí detuvo su marcha, a la espera de una insurrección que nunca se produjo. Se produjeron pequeños combates, pero sin resultados relevantes. Tres días después, avanzó por la Vía Nomentana para incitar a los rebeldes a la acción, pero regresó a Monterotondo al día siguiente.
Ese mismo día, tropas italianas del Real Ejército Italiano habían cruzado la frontera para detener al ejército garibaldino, y una fuerza francesa había desembarcado en Civitavecchia.

## Batalla

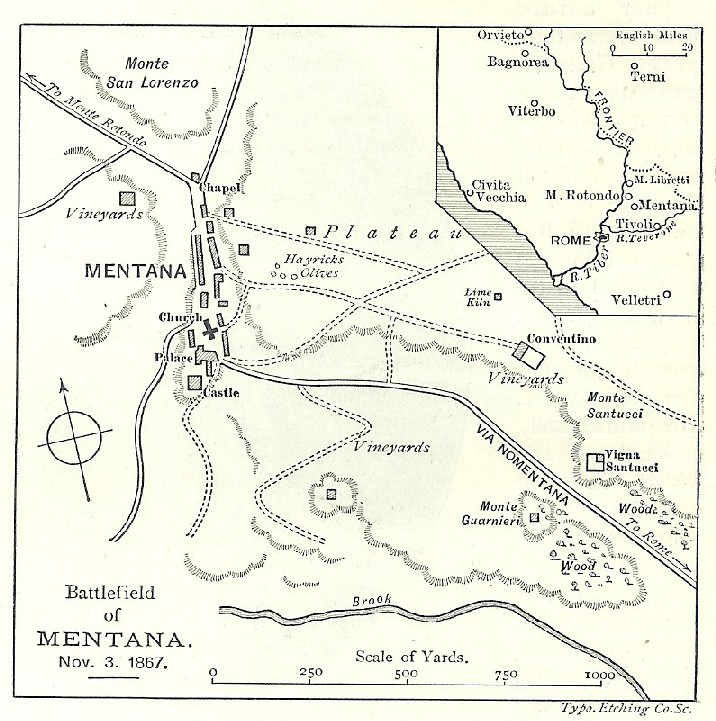
Campo de batalla de Mentana, 3 de noviembre de 1867.

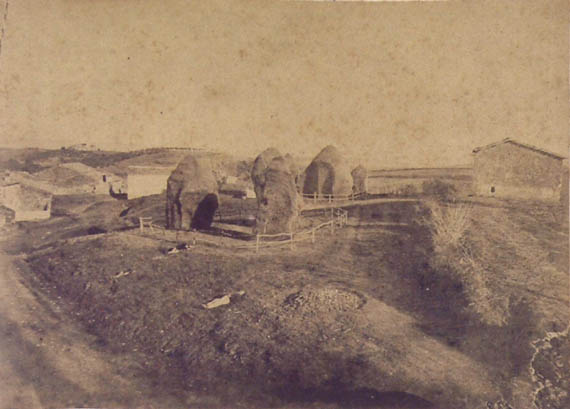
Campo de batalla de Mentana (1867).

En las primeras horas del 3 de noviembre, las tropas papales, al mando del general Hermann Kanzler, y el cuerpo expedicionario francés al mando del general Balthazar de Polhès, se movilizaron desde Roma para atacar al ejército de Garibaldi por la Vía Nomentana. Los aliados estaban bien entrenados y organizados, y las tropas francesas estaban armadas con el nuevo fusil Chassepot; los voluntarios de Garibaldi estaban menos organizados y prácticamente carecían de artillería ni caballería, salvo un pequeño escuadrón liderado por el hijo de Garibaldi, Racciotti.
La vanguardia papal se encontró con los voluntarios a aproximadamente 1,5 kilómetros (0,9 millas) al sur de la aldea de Mentana, a medio camino entre Roma y Monterotondo. Los tres batallones que defendían la posición fueron rápidamente desalojados. Sin embargo, la resistencia de Garibaldi se endureció en la aldea fortificada, y los repetidos ataques papales fueron repelidos hasta el anochecer. La situación cambió cuando tres compañías de zuavos ocuparon el camino de Mentana a Monterotondo. Garibaldi intervino personalmente, pero no pudo evitar la derrota de sus tropas. Los supervivientes se atrincheraron en el castillo de Mentana; algunos se rindieron a la mañana siguiente y otros huyeron a Monterotondo.

## Resultado

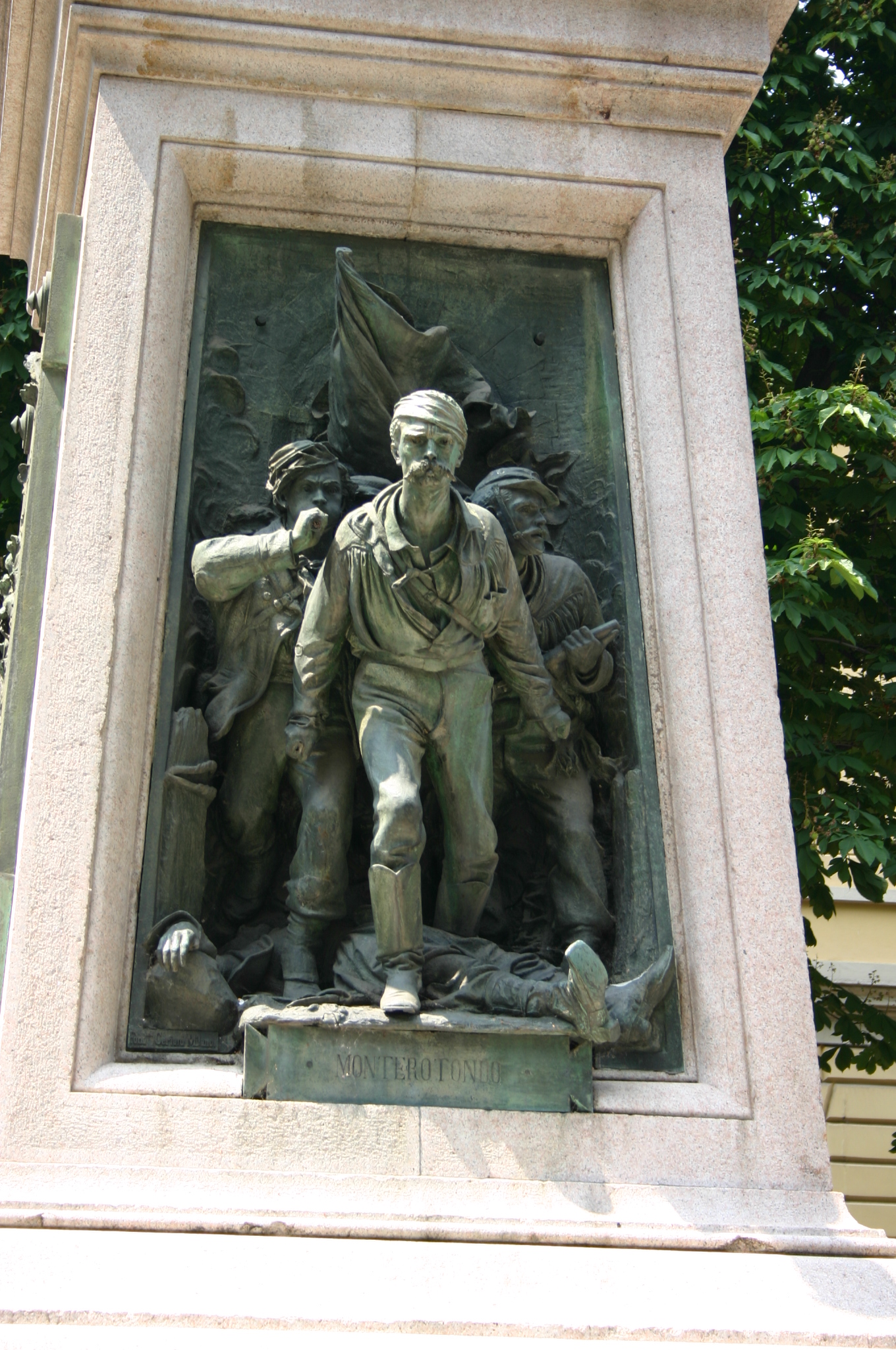
Garibaldino herido (Monumento a los caídos de Mentana, Milán).

Los defensores del castillo se rindieron a las fuerzas papales a la mañana siguiente. El 4 de noviembre, Garibaldi se retiró al Reino de Italia con 5100 hombres. En Mentana, el monumento Ara dei Caduti (Altar de los Caídos) se erige sobre la fosa común de los patriotas italianos caídos en la batalla. Al final del día, las tropas franco-pontificias habían sufrido 32 muertos y 140 heridos, mientras que los hombres de Garibaldi tenían 150 muertos y 220 heridos, además de 1.700 prisioneros. Las tropas victoriosas fueron revisadas en la Piazza dei Cinquecento.
Desde el día después de la batalla, el mérito de la victoria se atribuyó a los regulares franceses y a sus fusiles Chassepot. Por ejemplo, cuando los vencedores regresaron a Roma el 6 de noviembre para el desfile triunfal, la multitud los aclamó como los verdaderos vencedores de la jornada, gritando "¡Viva Francia!". Sin embargo, el análisis militar ya generaba controversia en aquel momento. Según el historiador católico Innocenti, la importancia otorgada a las nuevas armas fue más una maniobra propagandística que una situación real. Entre los partidarios de la teoría según la cual la victoria de los Estados Pontificios y de los franceses no se debió únicamente al fusil Chassepot, se encuentra el garibaldiano Mombello, combatiente en la batalla, quien en sus memorias declaró no haber oído los disparos de dicho fusil e incluso cuestionó su ventaja tecnológica. En su opinión, el fusil francés era menos preciso que el de Garibaldi y el campo de batalla, repleto de refugios y depresiones, favorecía la precisión sobre la frecuencia de disparo.
Los resultados de la batalla también fueron ampliamente discutidos a nivel médico en la revista "The Lancet", donde se publicaron las observaciones del Dr. Gason, el cuál operó en Roma a los combatientes procedentes de Mentana e informó sobre la comparación entre las heridas causadas por las balas disparadas por el Chassepot y las causadas por las balas redondas Minié, utilizadas en dos calibres. El médico observó que los soldados que llegaban de Mentana presentaban heridas causadas por balas que no causaban gran pérdida de sangre, pero sí podían fracturar huesos largos. Estas balas por lo tanto, eran más letales a corto plazo, pero quienes recibían un impacto no fatal tenían mayores posibilidades de sobrevivir. Gason subrayó, sin embargo, que esto contrastaba con lo informado en informes anteriores sobre las heridas del Chassepot. En aquel momento, los informes existentes, tras una batalla celebrada en Lyon, hablaban de efectos mucho más graves, con laceraciones muy extensas causadas por las balas disparadas.
El 6 de noviembre, las tropas franco-pontificias regresaron victoriosas a Roma. Algunos prisioneros fueron llevados a ahí, otros fueron escoltados hasta la frontera por gendarmes franceses y puestos bajo custodia del ejército italiano. Los arrestados fueron distribuidos entre Terni, Spoleto y Foligno, y los heridos fueron detenidos y hospitalizados. Entre los heridos también se encontraba Helena Blavatsky, alcanzada en el pecho por dos balas, que se creía muerta y que fue rescatada in extremis.

## Consecuencias

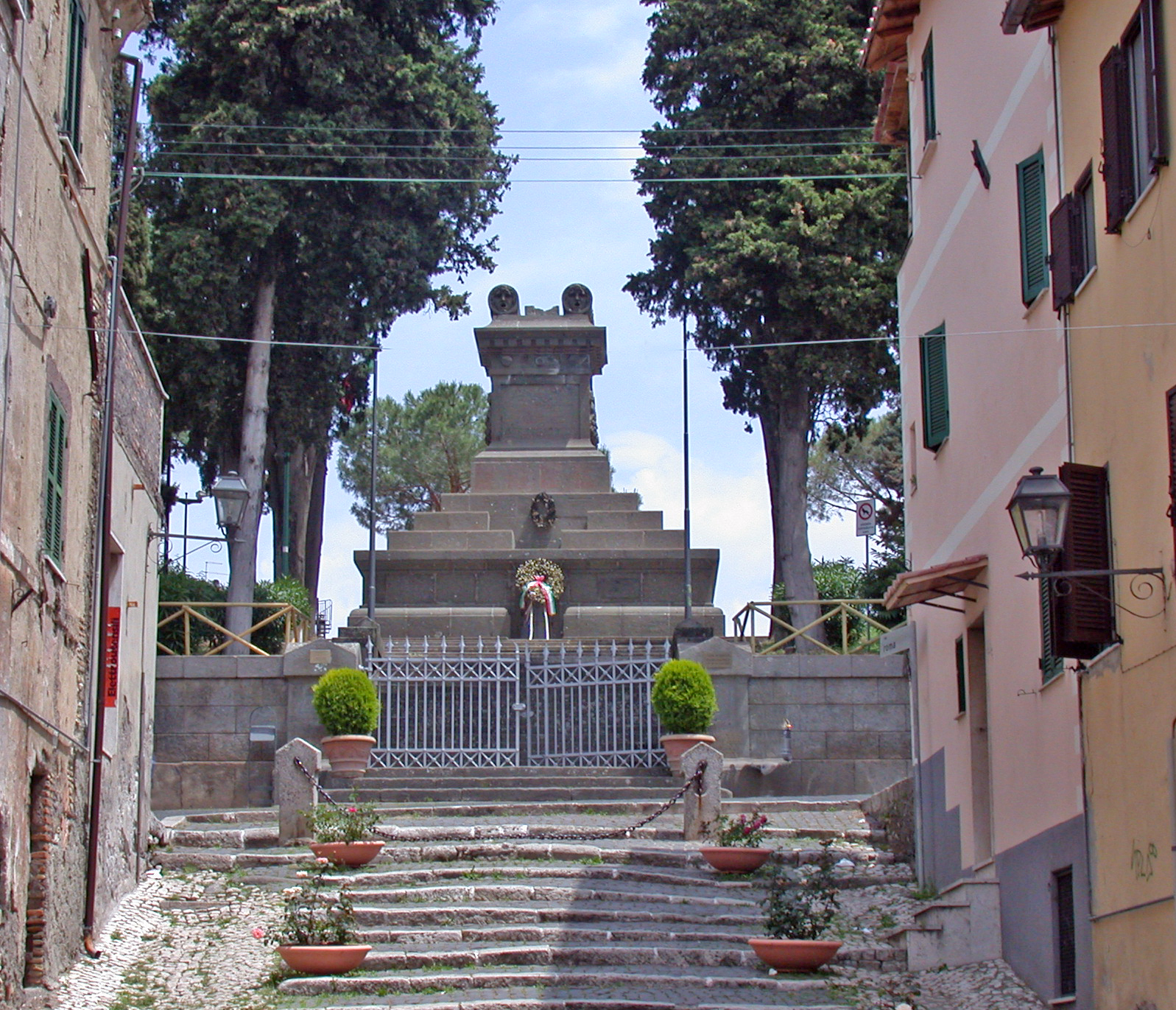
El altar de Garibaldi en Mentana, un monumento osario inaugurado en 1877.

La batalla aseguró el Estado Pontificio tres años más de vida, lo que el papa aprovechó para celebrar el entonces muy discutido Concilio Vaticano I (junio de 1868 - julio de 1870). Allí, Pío IX obtuvo entre otras cosas, la sanción de los principios ya expresados en el Syllabus de 1864 y la constitución apostólica Pastor Aeternus, que impone la infalibilidad del obispo de Roma cuando define solemnemente un dogma.
Mentana también marcó el alejamiento definitivo de Napoleón III de las simpatías del movimiento nacionalista italiano, la culminación de un proceso que ya había comenzado con el Armisticio de Villafranca. En aquella época, era fácil recordarlo como el hombre que puso fin a la República Romana en 1849. La historiografía contemporánea tiende, con mayor gratitud, a recordarlo como el hombre que permitió a los piamonteses expulsar a los austriacos de Lombardía, el verdadero aliado del conde Cavour.
Argumentando que el gobierno italiano no había podido garantizar la seguridad de los Estados Pontificios y por lo tanto, según los franceses, había violado la Convención de Septiembre (1864), Napoleón III envió sus tropas de regreso a Roma. Con este pretexto, el Segundo Imperio había vuelto a pisar la Ciudad, anulando la eficacia de lo establecido en los acuerdos de 1864.
Garibaldi ajustó sus cuentas personales con Napoleón III tras la derrota de este último en la batalla de Sedán, durante la guerra franco-prusiana: habiendo llegado a Francia en octubre de 1870, obtuvo uno de los raros éxitos franceses de la campaña en defensa de la recién formada República Francesa contra los prusianos.
Posteriormente, una guarnición francesa permaneció en Civitavecchia hasta agosto de 1870, cuando fue llamada de nuevo tras el estallido de la guerra franco-prusiana, aprovechando esto volvieron y Roma fue capturada por el ejército italiano el 20 de septiembre de 1870, lo que finalmente dio a Italia posesión de su capital y culminó la Unificación.

## Enlaces
- Museum for the (Dutch) Papal volunteers